# 陵水県 (山西省)
陵水県（りょうすい-けん）は、中華人民共和国山西省にかつて存在した県。現在の呂梁市臨県北部に相当する。
前漢により設置され、後漢により廃止された。